# Albert Lefebvre
Pour les articles homonymes, voir Lefebvre.
Albert Lefebvre (Alost, 8 septembre 1782 - Bruxelles, 12 juillet 1861) est un avocat belge, un magistrat et un membre du Congrès national de Belgique

## Formation
Il obtint en 1807 son doctorat en droit à l'École de droit de Bruxelles.

## Carrière
Il était avocat à Bruxelles. À l'époque du royaume-Uni des Pays-Bas il est élu membre de la Seconde Chambre des États généraux du royaume des Pays-Bas.
Lefebvre fut élu député suppléant au Congrès national par le district de Bruxelles et, dès le 25 novembre 1830, prit place dans cette assemblée, où il remplit les fonctions de questeur.
En 1831, l’arrondissement de Bruxelles l’envoya à la Chambre des représentants où se il fut nommé questeur.
Il fut encore conseiller à la cour d'appel de Bruxelles.

## Source
- DE PAEPE, RAINDORF-GERARD, Le Parlement belge 1831-1894. Données biographiques, Bruxelles, Commission de la biographie nationale, 1996, p. 276